# 백설공주의 마지막 키스
《백설공주의 마지막 키스》(Blancanieves)는 2012년 공개된 영화이다.

## 출연

### 주연
- 마카레나 가르시아
- 마리벨 베르두

### 조연
- 다니엘 기메네즈 카쵸
- 안젤라 몰리나
- 인마 케스타
- 페레 폰스
- 라몬 바레아
- 소피아 오리아
- 조셉 마리아 포우
- 에밀리오 가비라
- 이냐시오 마테오
- 오리올 빌라

## 기타
- 프로듀서: 파블로 베르헤르
- 프로듀서: 이본 코르멘자나
- 프로듀서: 제롬 비달
- 의상: 파코 델가도